# Bak (Ungheria)
Buk è un comune dell'Ungheria di 1.784 abitanti (dati 2001). È situato nella contea di Zala.